# Catheys Valley
Catheys Valley es un lugar designado por el censo ubicado en el condado de Mariposa en el estado estadounidense de California. En el año 2010 tenía una población de 825 habitantes.

## Geografía
Catheys Valley se encuentra ubicado en las coordenadas 37°25′57″N 120°5′54″O / 37.43250, -120.09833.